# Macierz dołączona
Macierz dołączona – macierz pełniąca rolę podobną do macierzy odwrotnej do danej macierzy zdefiniowana jednak dla dowolnej macierzy kwadratowej (nie tylko odwracalnej).
Wykazuje ona duży związek z wyznacznikiem danej macierzy, wiążąc wiele wzorów go wykorzystujących, np. rozwinięcie Laplace’a (w tym rekurencyjny wzór na wyznacznik), wzory Cramera (w tym wzór na macierz odwrotną), twierdzenie Cauchy’ego dla wyznaczników, twierdzenie Cayleya-Hamiltona (i jego uogólnienie: lemat Nakayamy).
Niżej rozważa się macierze o elementach z ciała; wszystkie poniższe wyniki przenoszą się wprost na macierze nad pierścieniem przemiennym.

## Definicje
Definicja macierzy dołączonej opiera się na pojęciu dopełnienia algebraicznego elementu {\displaystyle a_{ij}} danej macierzy kwadratowej {\displaystyle \mathbf {A} } stopnia {\displaystyle n} definiowanego jako minor {\displaystyle \det {}_{ij}\ \mathbf {A} } (tzn. wyznacznik podmacierzy) stopnia {\displaystyle n-1} powstały z usunięcia {\displaystyle i}-tego wiersza oraz {\displaystyle j}-tej kolumny macierzy {\displaystyle \mathbf {A} } pomnożony przez {\displaystyle (-1)^{i+j}.} Dopełnienie algebraiczne elementu {\displaystyle a_{ij}} macierzy {\displaystyle \mathbf {A} } będzie oznaczane dalej symbolem {\displaystyle A_{ij},} tzn.
{\displaystyle A_{ij}=(-1)^{i+j}\det {}_{ij}\ \mathbf {A} .}
Macierzą dopełnień algebraicznych macierzy {\displaystyle \mathbf {A} } nazywa się macierz {\displaystyle [A_{ij}]} złożoną z dopełnień algebraicznych elementów {\displaystyle a_{ij}} tej macierzy. Macierzą dołączoną {\displaystyle \mathbf {A} ^{\mathrm {D} }} do macierzy {\displaystyle \mathbf {A} } nazywa się transpozycję jej macierzy dopełnień algebraicznych, tzn.
{\displaystyle \mathbf {A} ^{\mathrm {D} }=[A_{ij}]^{\mathrm {T} }=[A_{ji}].}

## Własności
Jeśli {\displaystyle \mathbf {A} } i {\displaystyle \mathbf {B} } są macierzami kwadratowymi stopnia {\displaystyle n,} a {\displaystyle \mathbf {I} } oznacza macierz jednostkową tego samego stopnia, to
{\displaystyle (\mathbf {AB} )^{\mathrm {D} }=\mathbf {B} ^{\mathrm {D} }\mathbf {A} ^{\mathrm {D} }}
oraz
{\displaystyle \left(\mathbf {A} ^{\mathrm {D} }\right)^{\mathrm {T} }=\left(\mathbf {A} ^{\mathrm {T} }\right)^{\mathrm {D} }}
i dodatkowo
{\displaystyle \mathbf {I} ^{\mathrm {D} }=\mathbf {I} .}
Wzór permutacyjny na wyznacznik i rozwinięcie Laplace’a
Ze wzoru permutacyjnego na wyznacznik macierzy {\displaystyle \mathbf {A} } stopnia {\displaystyle n,}
{\displaystyle \det \mathbf {A} =\sum _{\sigma }\operatorname {sgn}(\sigma )\ a_{1\sigma _{1}}\dots a_{n\sigma _{n}},}
przy czym sumowanie odbywa się po wszystkich permutacjach zbioru {\displaystyle n} początkowych dodatnich liczb całkowitych (tzn. po elementach grupy permutacji {\displaystyle S_{n}}), zaś {\displaystyle \operatorname {sgn}(\sigma )} oznacza znak permutacji {\displaystyle \sigma } równy {\displaystyle (-1)^{\mathrm {inv} (\sigma )},} gdzie {\displaystyle \mathrm {inv} (\sigma )} oznacza liczbę inwersji tej permutacji, wynikają wzory będące przedstawieniami wyznacznika w postaci kombinacji liniowej elementów ustalonego wiersza bądź kolumny, tzn.
{\displaystyle \det \mathbf {A} =a_{i1}A_{i1}+\ldots +a_{in}A_{in}}
bądź
{\displaystyle \det \mathbf {A} =a_{1j}A_{1j}+\ldots +a_{nj}A_{nj},}
gdzie pierwszy z nich nazywa się rozwinięciem Laplace’a wyznacznika macierzy {\displaystyle \mathbf {A} } względem jej {\displaystyle i}-tego wiersza, a drugi – względem jej {\displaystyle j}-tej kolumny.
Wzory te wykorzystuje się niekiedy do rekurencyjnego zdefiniowania wyznacznika (dopełnienia algebraiczne zawierają w sobie wyznaczniki stopnia niższego o jeden) z warunkiem początkowym dla macierzy stopnia pierwszego (wyznacznik równy jedynemu elementowi) lub zerowego (wyznacznik równy jedności) – wówczas wzór permutacyjny na wyznacznik dowodzony jest jako twierdzenie z tej definicji (oba te wzory są dowodzone jako twierdzenia przy definicji wyznacznika jako wieloliniowej formy alternującej maksymalnego rzędu).
Iloczyn macierzy przez macierz do niej dołączoną
Interpretacja mnożenia macierzy metodą współczynniki-wektory w rozwinięciu Laplace’a (względem wiersza bądź kolumny) macierzy {\displaystyle \mathbf {A} } umożliwia utożsamienie jej wyznacznika z elementami przekątnej głównej iloczynu macierzy {\displaystyle \mathbf {AA} ^{\mathrm {D} }.} Pozostałe elementy tej macierzy są równe zeru, gdyż zgodnie z tą samą interpretacją tworzą one wyznacznik macierzy, której wiersze bądź kolumny powtarzają się dwukrotnie, a więc są liniowo zależne, skąd wyznacznik tej macierzy musi być równy zeru. W zapisie macierzowym wzór ten, nazywany dalej „wzorem podstawowym”, przedstawia się następująco:
{\displaystyle \mathbf {A} \mathbf {A} ^{\mathrm {D} }=\mathbf {A} ^{\mathrm {D} }\mathbf {A} =(\det \mathbf {A} )\mathbf {I} .}
Tłumaczy on uwagę poczynioną we wstępie o związku macierzy dołączonej {\displaystyle \mathbf {A} ^{\mathrm {D} }} z macierzą odwrotną {\displaystyle \mathbf {A} ^{-1}} (definiowaną wzorem {\displaystyle \mathbf {A} \mathbf {A} ^{-1}=\mathbf {A} ^{-1}\mathbf {A} =\mathbf {I} }) do macierzy {\displaystyle \mathbf {A} .} Jeśli {\displaystyle \mathbf {A} } jest odwracalna, czyli nieosobliwa, tzn. {\displaystyle \det \mathbf {A} \neq 0,} to
{\displaystyle \mathbf {A} ^{-1}=(\det \mathbf {A} )^{-1}\mathbf {A} ^{\mathrm {D} }.}
Mając dany skądinąd „wzór podstawowy” (np. z twierdzenia Cayleya-Hamiltona, zob. wielomian charakterystyczny dalej) można uzyskać z niego rozwinięcie Laplace’a wskazując kombinację liniową współczynników i wektorów elementów przekątnej głównej macierzy {\displaystyle (\det \mathbf {A} )\mathbf {I} } we „wzorze podstawowym”.
Twierdzenie Cauchy’ego
„Wzór podstawowy” w połączeniu z wcześniejszymi własnościami umożliwia wyprowadzenie wzoru na wyznacznik iloczynu macierzy kwadratowych znanego jako twierdzenie Cauchy’ego:
{\displaystyle \det(\mathbf {AB} )\mathbf {I} =\mathbf {AB} (\mathbf {AB} )^{\mathrm {D} }=\mathbf {A} \left(\mathbf {BB} ^{\mathrm {D} }\right)\mathbf {A} ^{\mathrm {D} }=\mathbf {A} (\det \mathbf {B} )\mathbf {I} \mathbf {A} ^{\mathrm {D} }=(\det \mathbf {B} )\mathbf {A} \mathbf {A} ^{\mathrm {D} }=(\det \mathbf {A} )(\det \mathbf {B} )\mathbf {I} ,}
gdzie korzysta się z przemienności mnożenia przez skalar (wyżej: wyznacznik) ze standardowym mnożeniem macierzy (albo z przemienności macierzy skalarnych z pozostałymi macierzami kwadratowymi ustalonego stopnia), skąd
{\displaystyle \det(\mathbf {AB} )=\det \mathbf {A} \det \mathbf {B} .}
Z powyższego wzoru dla macierzy odwracalnej {\displaystyle \mathbf {A} } wynika {\displaystyle 1=\det \mathbf {I} =\det \left(\mathbf {AA} ^{-1}\right)=\det \mathbf {A} \det \mathbf {A} ^{-1},} czyli
{\displaystyle \det \left(\mathbf {A} ^{-1}\right)=\left(\det \mathbf {A} \right)^{-1}.}
Ponieważ {\displaystyle \mathbf {A} ^{\mathrm {D} }=(\det \mathbf {A} )\mathbf {A} ^{-1},} to z własności wyznacznika i powyższego wzoru wynika
{\displaystyle \det \mathbf {A} ^{\mathrm {D} }=\det {\big (}(\det \mathbf {A} )\mathbf {A} ^{-1}{\big )}=(\det \mathbf {A} )^{n}(\det \mathbf {A} )^{-1}=(\det \mathbf {A} )^{n-1}.}
Wzory Cramera
Jeśli {\displaystyle \mathbf {AX} =\mathbf {B} ,} to prawostronne przemnożenie obu stron „wzoru podstawowego” przez {\displaystyle \mathbf {X} } daje {\displaystyle (\det \mathbf {A} )\mathbf {X} =\mathbf {A} ^{\mathrm {D} }\mathbf {AX} =\mathbf {A} ^{\mathrm {D} }\mathbf {B} ,} skąd
{\displaystyle \mathbf {X} ={\frac {\mathbf {A} ^{\mathrm {D} }\mathbf {B} }{\det \mathbf {A} }},}
o ile tylko {\displaystyle \det \mathbf {A} \neq 0.} Elementy macierzy {\displaystyle \mathbf {X} } nazywane są właśnie wzorami Cramera.
Wielomian charakterystyczny
Jeśli {\displaystyle p_{\mathbf {A} }(t)=\det(\mathbf {A} -t\mathbf {I} )=t^{n}-p_{1}t^{n-1}+\ldots +(-1)^{n}p_{n}} jest wielomianem charakterystycznym macierzy {\displaystyle \mathbf {A} ,} to na mocy twierdzenia Cayleya-Hamiltona zachodzi {\displaystyle \mathbf {A} ^{n}-p_{1}\mathbf {A} ^{n-1}+\ldots +(-1)^{n}p_{n}\mathbf {I} =\mathbf {\Theta } ,} skąd
{\displaystyle (-1)^{n}p_{n}\mathbf {I} =\mathbf {A} \left(-p_{1}\mathbf {A} ^{n-1}+p_{2}\mathbf {A} ^{n-2}+\ldots +(-1)^{n-1}p_{n-1}\mathbf {I} \right),}
a ponieważ {\displaystyle p_{\mathbf {A} }(0)=\det \mathbf {A} =(-1)^{n}p_{n},} to oznaczając {\displaystyle q(\mathbf {A} )=-p_{1}\mathbf {A} ^{n-1}+p_{2}\mathbf {A} ^{n-2}+\ldots +(-1)^{n-1}p_{n-1}\mathbf {I} } otrzymuje się
{\displaystyle (\det \mathbf {A} )\mathbf {I} =\mathbf {A} q(\mathbf {A} ),}
przy czym {\displaystyle q(\mathbf {A} )=\mathbf {A} ^{\mathrm {D} },} skąd uzyskuje się „wzór podstawowy”.
Wzór Jacobiego na różniczkę wyznacznika macierzy {\displaystyle \mathbf {A} } ma postać
{\displaystyle \mathrm {d} (\det \mathbf {A} )=\mathrm {tr} \left(\mathbf {A} ^{\mathrm {D} }\ \mathrm {d} \mathbf {A} \right),}
gdzie {\displaystyle \mathrm {d} \mathbf {A} } oznacza różniczkę macierzy {\displaystyle \mathbf {A} ,} a symbol {\displaystyle \mathrm {t} r} oznacza ślad macierzy.

## Przykłady
- Dopełnieniem algebraicznym macierzy stopnia {\displaystyle 3}

{\displaystyle \mathbf {A} ={\begin{bmatrix}\color {Magenta}1&2&3\\\color {Red}4&\color {Orange}5&\color {Orange}6\\\color {Magenta}7&8&9\end{bmatrix}}}
względem elementu {\displaystyle a_{21}} jest wyznacznik {\displaystyle A_{21}=\left|{\begin{smallmatrix}2&3\\8&9\end{smallmatrix}}\right|} pomnożony przez {\displaystyle (-1)^{2+1}=-1,} a więc
{\displaystyle A_{21}=(-1)(2\cdot 9-3\cdot 8)=-(18-24)=6,}
podobnie {\displaystyle A_{22}=-12} i {\displaystyle A_{23}=6} oraz {\displaystyle A_{11}=-3} i {\displaystyle A_{31}=-3.} Macierz dopełnień algebraicznych macierzy {\displaystyle \mathbf {A} } jest w tym wypadku równa macierzy do niej dołączonej (ponieważ jest ona symetryczna),
{\displaystyle \mathbf {A} ^{\mathrm {D} }={\begin{bmatrix}-3&6&-3\\6&-12&6\\-3&6&-3\end{bmatrix}}.}
Rozwinięciem Laplace’a macierzy {\displaystyle \mathbf {A} } względem jej drugiego wiersza jest wyznacznik
{\displaystyle \det \mathbf {A} =a_{21}A_{21}+a_{22}A_{22}+a_{23}A_{23}=\color {Red}4\color {Black}\cdot 6+\color {Orange}5\color {Black}(-12)+\color {Orange}6\color {black}\cdot 6=24-60+36=0,}
a względem jej pierwszej kolumny:
{\displaystyle \det \mathbf {A} =a_{11}A_{11}+a_{21}A_{21}+a_{31}A_{31}=\color {Magenta}1\color {Black}(-3)+\color {Red}4\color {Black}\cdot 6+\color {Magenta}7\color {black}(-3)=-3+24-21=0.}
Analogicznie dla pozostałych wierszy i kolumn. Ogólnie {\displaystyle \mathbf {A} \mathbf {A} ^{\mathrm {D} }=\mathbf {A} \mathbf {A} ^{\mathrm {D} }=\mathbf {\Theta } ,} gdzie {\displaystyle \mathbf {\Theta } } oznacza macierz zerową trzeciego stopnia; w obu przypadkach otrzymane wyniki oznaczają, iż {\displaystyle \mathbf {A} } jest nieodwracalna.
- Macierzą dołączoną do macierzy {\displaystyle \mathbf {M} =\left[{\begin{smallmatrix}a&b\\c&d\end{smallmatrix}}\right]} jest macierz {\displaystyle \mathbf {M} ^{\mathrm {D} }=\left[{\begin{smallmatrix}d&-b\\-c&a\end{smallmatrix}}\right].} Zachodzi dla niej

{\displaystyle \mathbf {M} \mathbf {M} ^{\mathrm {D} }={\begin{bmatrix}ad-bc&-ab+ba\\cd-dc&-bc+da\end{bmatrix}}={\begin{bmatrix}ad-bc&0\\0&ad-bc\end{bmatrix}}=(ad-bc){\begin{bmatrix}1&0\\0&1\end{bmatrix}}=(\det \mathbf {M} )\mathbf {I} .}
Jeśli więc {\displaystyle \det \mathbf {M} \neq 0,} to
{\displaystyle \mathbf {M} ^{-1}={\frac {1}{\det \mathbf {M} }}{\begin{bmatrix}d&-b\\-c&a\end{bmatrix}}.}